# Minarett-Nunatak (Mac-Robertson-Land)
Der Minarett-Nunatak (russisch Нунатак Минарет Nunatak Minaret) ist ein Nunatak im ostantarktischen Mac-Robertson-Land. In den Prince Charles Mountains ragt er südöstlich des Mount Lugg auf.
Russische Wissenschaftler benannten ihn.